# Bienvenu de Gubbio
Pour les articles homonymes, voir Bienvenu.
Bienvenu de Gubbio, de son vrai nom Eugebino, né à Gubbio, Ombrie alors possession des États pontificaux et mort à Corneto (Tarquinia), dans la région des Pouilles alors domaine du royaume de Sicile en 1232, est un chevalier italien du XIIIe siècle devenu franciscain sur le tard. 

## Biographie
De son vrai nom Eugebino, Bienvenu de Gubbio embrasse tout d'abord la carrière militaire avant de changer totalement de vie et de se faire franciscain en 1222. Analphabète il est accueilli par François d'Assise lui-même comme frère convers. Sa vie de franciscain se résume à dix années de vie de pénitence et d'abnégation au service des malades, en particulier les lépreux. De son vivant déjà il est vénéré par la population comme un saint vivant. 
Bienvenu meurt dans la ville de Corneto, dans les Pouilles, en 1232 dans le plus grand dépouillement. Quatre ans après sa mort, le peuple continue à visiter ses reliques à tel point que les évêques de Venise et d'Amalfi demandèrent au Pape de sanctionner son culte. Le pape Grégoire IX approuva ce culte dans les deux diocèses où il est surtout vénéré (diocèse de Bovino et de Melfi), et le pape Innocent XII confirme, en 1697, le culte ab immemori, faisant de Bienvenu un bienheureux de toute l'Église.

## Vénération
Bien que jamais officiellement canonisé il fut reconnu comme bienheureux par le Pape Innocent XII et sa mémoire est aujourd'hui commémorée le 27 juin.